# SK Windhoek
Der Sport Klub Windhoek (auch SK Windhoek), meistens nur SKW, ist ein Sportverein in der namibischen Hauptstadt Windhoek. Es ist ein Verein der Deutschnamibier und mit rund 900 Mitgliedern einer der größten Sportvereine in Namibia. 

## Geschichte
Der SKW wurde am 2. März 1951 formell gegründet. Er ging aus dem bereits 1899 von Gustav Thomas gegründeten Turnverein Windhoek hervor. In Folge der beiden Weltkriege wurde die 1909 bzw. 1912/13 erbaute Turnhalle beschlagnahmt und teilweise zerstört.
1945 wurde schlussendlich auf dem Gelände des Turnvereins der Fortuna 45 Sportverein gegründet. In den Folgejahren schlossen sich der Turnverein und Fortuna 45 unter dem Namen Sportklub Windhoek zusammen.

## Sportabteilungen
Weitere Sportarten neben der Fußballabteilung sind Bogenschießen, Faustball, Funkferngesteuertes Modellauto, Kegeln, Rhythmische Sportgymnastik, Tennis, Tischtennis, Trampolin und Volleyball.

### Fußball
Die Fußballabteilung des Vereins, der SKW FC spielte jahrzehntelang in Namibias höchster Spielklasse. Hauptsponsor war das Unternehmen Cymot. In der Saison 2012/13 stieg der SKW überraschend in die Namibia First Division ab. Der Verein verkaufte jedoch das Startrecht und trat ab der Saison 2013/14 in der dritthöchsten namibischen Spielklasse an und wird seitdem von Wecke & Voigts gesponsert.
Erfolge
- Namibischer Fußballmeister: 1966

#### Mädchen-Fußball
2011 gründete der SKW die „Girls League Soccer“, eine Fußballliga für Mädchen zwischen 14 und 18 Jahre. An der ersten Saison, deren Spiele jeweils freitags stattfinden, nehmen sieben Mannschaften teil.

## Sonstiges
Der Sportklub Windhoek ist unter anderem Organisator des Windhoek Karneval, kurz WIKA, und des Oktoberfest Windhoek.